# N-152
La N-152 és una carretera nacional espanyola de titularitat estatal de la Xarxa de Carreteres del Pirineu que transcorre per la comarca de la Cerdanya íntegrament dins del municipi de Puigcerdà. Uneix aquesta població amb La Guingueta d'Ix travessant la frontera amb França i convertint-se amb la carretera francesa de N116.
Antigament la designació N-152 havia fet referència al conjunt format per les actuals C-17 i N-260 entre Ripoll i Puigcerdà (en total, de Barcelona a la frontera), però amb el traspàs del tram entre Barcelona i Ripoll a la Generalitat i la conversió de la resta de la carretera fins l'entrada a Puigcerdà en N-260 el nom de N-152 ha quedat només per l'antic tram final fins a la frontera.